# Alianza para Todos
La Alianza para Todos fue una coalición electoral formada por los partidos políticos mexicanos Revolucionario Institucional y Verde Ecologista de México para las elecciones de 2003. La coalición fue liderada por Roberto Madrazo Pintado y Jorge Emilio González Martínez, se presentó en 97 distritos electorales.
Esta coalición es resultado del acercamiento entre el Partido Revolucionario Institucional y el Verde Ecologista de México, luego de que el entonces presidente del PVEM, Jorge González Torres haya finalizado su acuerdo con el Partido Acción Nacional tras una serie de tensiones iniciadas por el presidente Vicente Fox Quesada quien al asumir la presidencia se negó a designar a un militante del PVEM para la Secretaría de Medio Ambiente y Recursos Naturales rompiendo así uno de los puntos de acuerdo pactados entre ambos partidos en 1999.
Esta coalición no solo tiene efectos para las elecciones federales, sino también las locales, siendo establecida para competir en las elecciones estatales de Nuevo León, San Luis Potosí, Sonora y Colima.

## Resultados electorales

### Cámara de diputados

Estados donde la coalición presenta candidatos a diputados:
Alianza en todos los distritos electorales del estado.
Alianza en algunos de los distritos electorales del estado.

| 2003                                  | Partido Revolucionario Institucional | 161 | 64 | 10 867 784 | \| \| 40.78 % \| | 242/500 |
| 2003                                  | Partido Verde Ecologista de México   | 3   | 14 | 10 867 784 | \| \| 40.78 % \| | 242/500 |
| Fuente: Instituto Nacional Electoral. |                                      |     |    |            |                  |         |
|                                       | 40.78 %                              |     |    |            |                  |         |

### Gubernaturas
|  | 41.60 % |

|  | 49.70 % |

|  | 45.60 % |

|  | 45.38 % |